# Max Roach
Max Roach   (Newland i Nova York, 10 de gener de 1924 - Nova York, 16 d'agost de 2007) va ser un bateria i compositor de jazz estatunidenc. Pioner del bebop, és considerat un dels bateristes més importants de la història. Va treballar amb nombrosos músics de jazz famosos, com Clifford Brown, Coleman Hawkins, Dizzy Gillespie, Charlie Parker, Miles Davis, Duke Ellington, Thelonious Monk, Abbey Lincoln, Dinah Washington, Charles Mingus, Billy Eckstine, Stan Getz, Sonny Rollins, Eric Dolphy i Booker Litter. També va tocar amb la seva filla Maxine Roach, violista nominada als premis Grammy. Va ser inclòs al Saló de la Fama de DownBeat el 1980 i al Saló de la Fama de la revista Modern Drummer el 1992.

## Biografia
A mitjans de la dècada de 1950, Roach va dirigir un quintet pioner juntament amb el trompetista Clifford Brown. El 1970, va fundar el conjunt de percussió M'Boom. El 1960 va compondre i gravar el disc We Insist! (subtitulat Max Roach's Freedom Now Suite), amb veu de la seva dona Abbey Lincoln i lletra d' Oscar Brown Jr., després de ser convidat a participar a les commemoracions del centè aniversari de la Proclamació d'Emancipació d'Abraham Lincoln. El 1962, va gravar el disc Money Jungle, una col·laboració amb Charles Mingus i Duke Ellington. En general, es considera un dels millors àlbums de trio mai enregistrats.

Durant la dècada de 1970, Roach va formar M'Boom, una orquestra de percussió en què cada membre va compondre per al conjunt i va interpretar amb múltiples instruments de percussió. La formació incloïa Fred King, Joe Chambers, Warren Smith, Freddie Waits, Roy Brooks, Omar Clay, Ray Mantilla, Francisco Mora i Eli Fountain. L' any 1972 Roach va incorporar-se a la Universitat de Massachusetts Amherst i va impartir-hi classes fins a mitjans dels anys 1990.

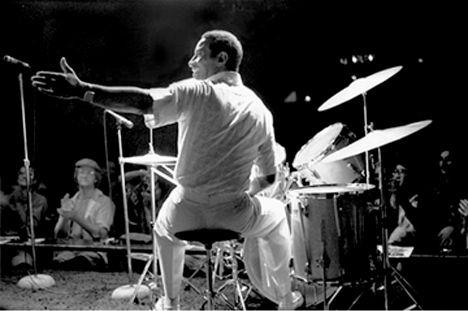
Concert al Keystone Korner de San Francisco el 1979

A principis de la dècada de 1980, va començar a fer concerts en solitari i va demostrar que diversos instruments de percussió interpretats per un sol intèrpret podien complir les exigències de l'actuació en solitari i ser totalment satisfactoris per al públic. Va crear composicions memorables en aquests concerts en solitari, i el segell de jazz japonès Baystate va publicar-ne un disc. Roach també es va embarcar en una sèrie d'enregistraments a duo: partint de l'estil pel qual era més conegut, la major part de la música d'aquests enregistraments és improvisació lliure, creada amb Cecil Taylor, Anthony Braxton, Archie Shepp i Abdullah Ibrahim. Durant la dècada de 1980, Roach també va escriure música per a teatre, incloses obres de Sam Shepard.
Un altre conjunt va ser el So What Brass Quintet, un grup format per cinc instrumentistes de metall i Roach, sense instrument de corda ni baixista. Gran part de l'actuació consistia en duets de bateria i trompa. El conjunt estava format per dues trompetes, trombó, trompa i tuba. La formació incloïa Cecil Bridgewater, Frank Gordon, Eddie Henderson, Rod McGaha, Steve Turre, Delfeayo Marsalis, Robert Stewart, Tony Underwood, Marshall Sealy, Mark Taylor i Dennis Jeter.
No satisfet amb explorar la música per la qual ja era conegut, Roach va passar els anys 1980 i 1990 trobant noves formes d'expressió i interpretació musical: va interpretar un concert amb l'Orquestra Simfònica de Boston, va escriure i actuar amb el cor de gòspel Walter White i John Motley Singers. També va actuar amb companyies de dansa, com ara l'Alvin Ailey American Dance Theatre, la Dianne McIntyre Dance Company i la Bill T. Jones/Arnie Zane Dance Company, i va sorprendre els seus seguidors actuant en un concert de rap amb Fab Five Freddy i New York Break Dancers. Roach va expressar la idea que hi havia un fort parentiu entre el treball d'aquests joves artistes negres i l'art que havia perseguit tota la seva vida.
De 1962 a 1970, Roach va estar casat amb la cantant Abbey Lincoln. La seva filla Maxine, violista, va participar en diversos dels àlbums de Lincoln. Al febrer de 1961, Roach i Lincoln, juntament amb altres, van irrompre en una reunió del Consell de Seguretat de les Nacions Unides per a protestar contra l'assassinat de Patrice Lumumba, primer ministre del Congo recentment independent.
El 1966, amb el seu àlbum Drums Unlimited (que inclou diversos temes que són completament solos de bateria) va demostrar que la bateria pot ser un instrument solista capaç de tocar temes, variacions i frases rítmicament cohesionades. Roach va descriure el seu enfocament a la música com «la creació de so organitzat». L'estil de Roach va tenir una gran influència en diversos bateristes de jazz i rock, com per exemple Joe Morello, Tony Williams, Peter Erskine, Billy Cobham, Ginger Baker i Mitch Mitchell. La cançó «The Drum Also Waltzes» va ser homenatjada sovint per John Bonham en el seu solo de bateria Moby Dick i revisitada per altres bateries com Neil Peart i Steve Smith. Bill Bruford en va interpretar una versió a l'àlbum Flags de 1985.
Roach va morir de complicacions relacionades amb la malaltia d'Alzheimer i la demència a Manhattan a la matinada del 16 d'agost de 2007. Li van sobreviure cinc fills: els fills Daryl i Raoul, i les filles Maxine, Ayo i Dara. Més de 1.900 persones van assistir al seu funeral a la Riverside Church el 24 d'agost de 2007. Va ser enterrat al cementiri de Woodlawn al Bronx. El 2023 Roach va ser objecte d'un llargmetratge documental Max Roach: The Drum Also Waltzes, que es va estrenar al South by Southwest.